# Bérill ou la Passion en héritage
 (septembre 2018).
Si vous disposez d'ouvrages ou d'articles de référence ou si vous connaissez des sites web de qualité traitant du thème abordé ici, merci de compléter l'article en donnant les références utiles à sa vérifiabilité et en les liant à la section « Notes et références ».
Bérill ou la passion en héritage est un roman de Françoise Bourdin publié en 2006

## Résumé
Tom, Irlandais, a connu Berill, dompteuse hongroise de lions, en 1923. Leur fils Hugh, veuf, dirige un zoo africain en Touraine. Leur fille Maureen est divorcée de Julian, père de Liam, 3 ans en 1959 et fils de Felipe. Tom meurt et lègue sa banque à Maureen. Felipe meurt en 1965 et lègue sa banque à Liam, sous tutelle de Maureen. Hugh épouse sa vétérinaire, Caroline. Vers 1972, Eleonor, 21 ans, fille de Hugh, épouse Patrick, Irlandais, avocat. Elle a un fils Jason en 1974 puis remplace Mathias, frère de Berill, à la banque. Berill meurt. Liam devient vétérinaire et part en Tanzanie en 1980 pour revenir en 1982 et s'associer à Hugh.